# Kademangan (Pagelaran)
Kademangan is een bestuurslaag in het regentschap Malang van de provincie Oost-Java, Indonesië. Kademangan telt 7530 inwoners (volkstelling 2010).